# Nikotinske kiseline
Nikotinske kiseline su derivati piridina koji sadrže karboksilnu grupu.
Mada se termin nijacin ponekad koristi za "nikotinsku kiselinu", preciznije da se primenjuje samo na 1-3 (meta) supstituisanu formu.
Primeri
- arekolin
- nikotinamid
- nikorandil
- niketamid
- nimodipin

## Spoljašnje veze
- Nicotinic+Acids на 